# Cronartium
Cronartium sp là một chi nấm trong họ Cronartiaceae. Các loài trong chi này là loài gây hại của các cây lá kim, phát triển phổ biến ở Guatemala.

## Các loài
- Cronartium appalachianum
- Cronartium arizonicum
- Cronartium comandrae
- Cronartium comptoniae
- Cronartium conigenum
- Cronartium flaccidum
- Cronartium occidentale
- Cronartium orientale
- Cronartium quercuum
- Cronartium ribicola
- Cronartium stalactiforme
- Cronartium strobilinum